# هذه علاقة خاصة
هذه علاقة خاصة (بالفرنسية: Les amitiés particulières)‏ هو فيلم تم إنتاجه في فرنسا وصدر في سنة 1964. الفيلم يحكي رواية الكاتب روجر بيرفيت التي تحمل نفس اسم الفيلم. والفيلم من بطولة الطفل ديديه أودبين وإخراج جان ديلانوي

## القصة
يحكي الفيلم قصة طفل كورال يدخل في قصة عشق مع إحدى الشباب، تتطور قصة الحب بينهما بشكل كبير لدرجة انتحار الطفل عند فراقه لحبيبه.

## وصلات خارجية
- هذه علاقة خاصة على موقع IMDb (الإنجليزية)
- هذه علاقة خاصة على موقع روتن توميتوز (الإنجليزية)
- هذه علاقة خاصة على موقع ألو سيني (الفرنسية)
- هذه علاقة خاصة على موقع Turner Classic Movies (الإنجليزية)
- هذه علاقة خاصة على موقع أول موفي (الإنجليزية)
- هذه علاقة خاصة على موقع فيلمافينيتي (الإسبانية)
- هذه علاقة خاصة على موقع قاعدة بيانات الفيلم (الإنجليزية)
- هذه علاقة خاصة على موقع ليتربوكسد (الإنجليزية)
- هذه علاقة خاصة على موقع كينوبويسك (الروسية)